# Старий Дзежгонь (гміна)
Гміна Старий Дзежгонь (пол. Gmina Stary Dzierzgoń) — сільська гміна у північній Польщі. Належить до Штумського повіту Поморського воєводства.
Станом на 31 грудня 2011 у гміні проживало 4174 особи.

## Територія
Згідно з даними за 2007 рік площа гміни становила 185.82 км², у тому числі:
- орні землі: 68.00%
- ліси: 23.00%

Таким чином, площа гміни становить 25.43% площі повіту.

## Населення
Станом на 31 грудня 2011:
| Опис     | Загалом | Загалом | Чоловіки | Чоловіки | Жінки | Жінки |
| -------- | ------- | ------- | -------- | -------- | ----- | ----- |
| одиниця  | осіб    | %       | осіб     | %        | осіб  | %     |
| все      | 4174    | 100     | 2087     | 50.00    | 2087  | 50.00 |
| міське   | 0       | 100     | 0        |          | 0     |       |
| сільське | 4174    | 100     | 2087     | 50.00    | 2087  | 50.00 |

## Сусідні гміни
Гміна Старий Дзежгонь межує з такими гмінами: Дзежгонь, Залево, Малдити, Міколайкі-Поморське, Прабути, Рихлики, Суш.